# Rörtjärnen (Lycksele socken, Lappland, 718745-164922)
Rörtjärnen är en sjö i Lycksele kommun i Lappland och ingår i Umeälvens huvudavrinningsområde.